# Lotononis maximiliani
Lotononis maximiliani är en ärtväxtart som beskrevs av De Wild. Lotononis maximiliani ingår i släktet Lotononis och familjen ärtväxter. Inga underarter finns listade i Catalogue of Life.